# 도몬 겐
도몬 겐(일본어: 土門 拳, 1909년 10월 20일~1990년 9월 15일)은 일본의 사진가이다. 사찰, 불상과 같은 불교 관련 물건들과 사회를 살아가는 사람들의 삶에 관한 사진을 찍었다.
1909년 일본 제국 야마가타현 사카타시에서 태어나 1930년대 군국주의, 제국주의 정책을 지지하는 잡지에 사진 기사들을 기고하며 사진가 경력을 시작했다. 선전 사진을 비판하며 근무하던 정부 기관에서 해고된 후 프리랜서 사진작가로 활동하기 시작했고 일반적인 사진가들이 제2차 세계 대전 이후 새로운 사회 현실을 어떻게 묘사할 것인가를 고민하는 동안 사실주의 사진 운동을 개척하며 "절대적으로 연출되지 않은" 방식으로 이미지를 포착할 수 있는 스냅 사진의 개념을 수용했다.
도몬은 사회와 일반인들의 삶에 관한 사진을 촬영했고 착취적 노동 환경에 처한 어린이들과 히로시마 폭탄 생존자들과 같이 전쟁의 여파를 담은 사진을 남겼다. 1958년 뇌졸중으로 스냅 사진 촬영을 중단한 그는 회복 후에도 사진가로 활동했다. 1940년부터 사진가 경력을 마감하기까지 일본 전역의 사찰을 촬영하는 프로젝트를 진행했고 그가 촬영한 사찰 사진들은 1963년부터 1975년까지 다섯 권으로 출판된 연작《고지준레이》에 수록되었다.

## 생애

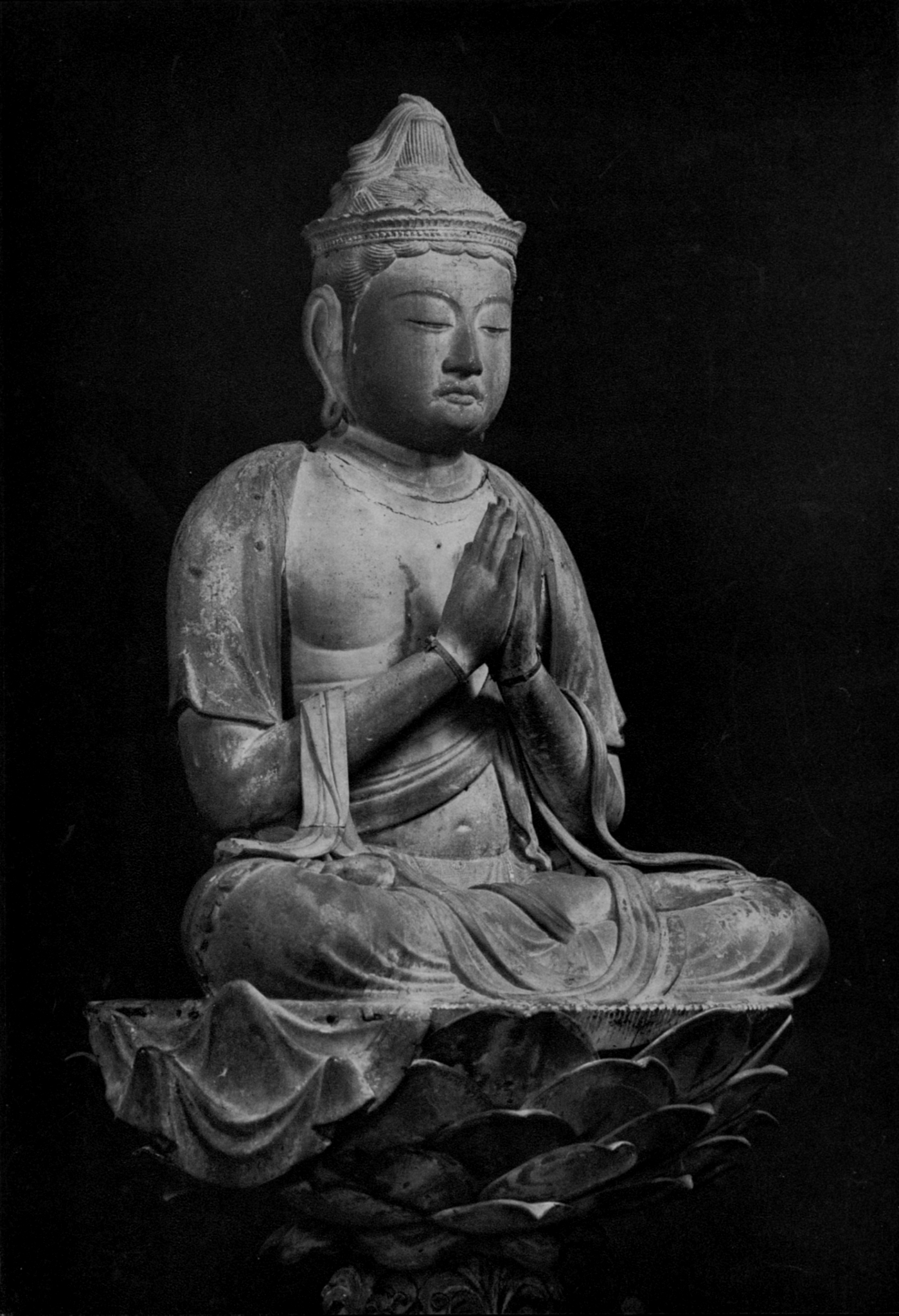
도몬켄이 촬영한 목조 보현보살상의 모습 (일본 국보, 오쿠라 집고관 소장

### 초기 생애
도몬은 1909년 일본 제국 야마가타현 사카타시의 노동 계급 가정에서 태어났다.(p. 23) 아버지가 일자리를 잃자 도몬은 학업을 포기하고 가구점에서 일하기 시작했다.(p. 28) 젊은 시절 도몬은 그림에 열정적이었고 1926년 요코하마 연례 미술 전시회에서 유화를 출품하기도 했다.(p. 28) 그러나 직업 불안정을 염려하여 화가가 되지 않기로 결정했고 가족의 재정적 어려움에도 불구하고 1928년에 학업을 마쳤다.(p. 28)
1929년, 도몬은 니혼 대학에서 법률 과정을 수강하기 시작했다.(p. 182) 그는 여가 시간에 그림을 계속 그렸고 샤미센 레슨을 받았다.(p. 182) 1932년, 도몬은 일본공산당과 연관된 농민 조합의 비서로 활동한 것이 발각되어 니혼 대학에서 퇴학당했다. 그는 경찰에 체포되었고 공산주의와 모든 관계를 끊겠다는 약속을 하고 나서야 풀려났다.(p. 109)
도몬의 어머니는 그에게 1933년 미야우치 고타로의 사진 스튜디오에 견습생으로 들어갈 것을 권유했다.(p. 182) 그가 사진계에 진입하던 시기는 일본에서 사진 매체가 번성하던 1920년대 후반과 1930년대 초반이었으며 <Photo Times>와 <고가>와 같은 사진 잡지는 일본 대중이 유럽의 아방가르드 사진작가들이 제작한 사진들을 볼 수 있게 해주었다. 1929년 슈투트가르트에서 처음 개최되어 1931년 도쿄도와 오사카시로 순회한 '필름 운트 포토(독일어: Film und Foto)' 전시회 역시 일본 사진 작가들에게 영향을 주었다.(p. 28) 새로 출시된 작고 저렴한 라이카 카메라는 전문 사진가들만이 아닌 아마추어들에게도 사진을 찍을 수 있는 기회를 주었고 이는 새로운 사진 작가 집단의 발전을 장려했다.(p. 28) 도몬은 수백 권의 사진 서적과 잡지들을 읽으며 사진에 빠르게 익숙해졌다.(p. 182)

### 초기 경력, 1933-1939
사진가 경력 초반부터 도몬은 사회적, 문화적 주제를 다루는 사진에 관심을 보였다.(p. 28) 1935년 잡지 아사히 카메라에 첫 사진을 발표한 후, 그는 고타로의 사진 스튜디오 견습 과정을 조기에 마치고 사진작가 나토리 요노스케가 설립한 '닛폰 고보'에서 일하게 되었다.(p. 23) 1934년부터 태평양 전쟁이 끝날 때까지 이 기관은 외국인을 대상으로 일본 문화를 해외에 홍보하기 위한 사진 잡지 <NIPPON>을 발행했다.(p. 751) 미술사학자 제니퍼 바이젠펠트는 이 잡지가 "국가 선전의 준정부 기관 역할을 했으며, 여러 국가 기관의 지원을 받았다"라고 언급했다.(p. 753)
도몬은 첫 업무 수행 시 자신감과 기술이 부족했지만, 곧 자신의 기술을 발전시켰고 그와 함께 자신감도 얻었다고 회고했다.(p. 23) 도몬과 '닛폰 고보' 사진작가들의 작업은 "사진가 개인의 작품"이 아닌 "회사 제품"으로 간주되어 도몬의 불만에도 불구하고 회사 상사인 나토리에게만 사진에 대한 혜택이 주어졌다.(p. 23) 그의 첫 <NIPPON> 보도는 1936년 라이카로 촬영되어 출판되었으며 메이지 신궁에서 열린 시치고산 축제를 다루었다.(p. 28) 그는 이어서 일본 장인과 전통을 강조하는 여러 촬영을 마쳤고 초기 흑백 사진들은 종종 역동적인 선과 형태로 예술적으로 구성되어 있었다.(p. 33)
도몬의 사진 저널리즘은 1930년대 중반 일본이 제국주의 확장의 여파로 점점 더 국가주의, 군국주의적으로 변하고 중일 전쟁과 제2차 세계 대전에 참전하며 변화했다. 이 시기 도몬의 사진은 적십자 간호사와 훈련 중인 군인 등 군사적인 주제에 초점을 맞추었으며 그의 사진 구성은 집단적 질서와 엄격한 규율을 전달하는 밀집된 그룹에 의존하고 있다.
도몬이 사진에 대한 자신의 아이디어를 발전시키고 <NIPPON>이 아닌 다른 잡지에 사진을 발표하기 시작하면서 나토리와 도몬 사이에 긴장 관계가 지속되었다. 나토리는 사진이 대중매체의 도구라고 믿었지만 도몬은 사진이 예술적 표현의 한 형태라고 믿었다.(p. 33) 1939년, 도몬은 국가 선전 기관인 국제문화진흥회(KBS)에 채용된 후 '닛폰 고보'를 떠났다. 큐레이터 마리 시라야마는 나토리가 도몬과 더 이상 전문적으로 협력할 수 없다고 판단하여 그의 채용을 부추겼을 것이라고 추측하고 있다.(p. 24) KBS에서 도몬은 샌프란시스코 세계 박람회에서 일본을 홍보하는 대규모 사진 패널 시리즈 제작에 기여했다.(p. 29) 도몬은 이 시기에 일본 보도 사진가 협회에서도 중요한 역할을 맡았다.(p. 111)